# Libellula fulva
Libellula fulva е вид водно конче от семейство Libellulidae. Видът не е застрашен от изчезване.

## Разпространение и местообитание
Разпространен е в Австрия, Албания, Беларус, Белгия, Босна и Херцеговина, България, Великобритания, Германия, Грузия, Гърция (Егейски острови), Дания, Джърси, Естония, Ирландия, Испания, Италия (Сардиния и Сицилия), Латвия, Литва, Люксембург, Молдова, Нидерландия, Полша, Португалия, Северна Македония, Румъния, Русия, Словакия, Словения, Сърбия (Косово), Турция, Украйна (Крим), Унгария, Финландия, Франция (Корсика), Хърватия, Черна гора, Чехия, Швейцария и Швеция.
Среща се на надморска височина от -6,6 до 28,3 m.

## Описание
Популацията на вида е стабилна.